# Aubusson-d'Auvergne
 Aubusson-d'Auvergne  es una población y comuna francesa, situada en la región de Auvernia, departamento de Puy-de-Dôme, en el distrito de Thiers y cantón de Courpière.

## Demografía
| 278 | 242 | 221 | 194 | 191 | 220 |
| Para los censos de 1962 a 1999 la población legal corresponde a la población sin duplicidades (Fuente: INSEE [Consultar]) |     |     |     |     |     |